# Nhà hát Bến Thành
Nhà hát Bến Thành là một nhà hát thuộc Trung tâm Văn hóa Quận 1, Thành phố Hồ Chí Minh. Tọa lạc tại số 6 đường Mạc Đĩnh Chi, phường Bến Nghé, quận 1, nhà hát được xây dựng nhằm phục vụ cho hoạt động biểu diễn đáp ứng yêu cầu của một trung tâm văn hóa cấp quận. Dù sau này được người Nhật Bản tài trợ nâng cấp hệ thống kỹ thuật âm thanh, nhưng nhà hát này vẫn ở mô hình là rạp hát nhỏ. Đây là một trong những nhà hát lớn của thành phố, bên cạnh Nhà hát Hòa Bình và Nhà hát lớn Thành phố Hồ Chí Minh.